# Cajamanga
Cajamanga, conhecida desde 2004 por Drive V, é uma banda de surf rock formada no final dos anos 1990 na cidade de Santos, Brasil. A formação original da banda era: Cristopher Clark (vocais), Nando Bassetto (guitarras), Marcus Wood (guitarras), Claudão Medeiros (baixo elétrico) e Vinicius "Vini" Sergio (bateria).

## Histórico
A banda fez um relativo sucesso no início dos anos 2000, quando o clip de uma versão da música "Tudo Azul" de Lulu Santos foi constantemente veiculado na MTV Brasil. Em 2001, eles participaram de um concurso do Rock In Rio chamado "Escalada do Rock". Entre as mais de 200 bandas concorrentes, eles foram parte dos oito grupos selecionados para tocar no palco secundário da edição de 2001 do Rock In Rio III..
Ainda em 2001, suas regravações das faixas "Tudo Azul" (Lulu Santos) e "Love I Need" (Jimmy Cliff), foram incluídas na trilha-sonora do filme "Surf Adventures - O Filme".
Gravaram um único disco, intitulado 47 do Segundo Tempo. uma alusão à semifinal do Campeonato Paulista de Futebol de 2001, quando o Santos foi eliminado pelo Corinthians com um gol do meia Ricardinho no tempo citado.
Em 2003, eles foram convidados pela TV Tribuna, afiliada da Rede Globo, a gravar uma versão rock do hino da Portuguesa Santista, que fazia sucesso no campeonato estadual daquele ano.
Em 2004, o Cajamanga mudou de nome para Drive V.

## Discografia
- 2001 - 47 do Segundo Tempo (Selo: WEA Music)

| #  | Título da música           |
| -- | -------------------------- |
| 01 | Problema                   |
| 02 | Já foi o tempo             |
| 03 | Em forma                   |
| 04 | Força e paz                |
| 05 | Cajamanga Style            |
| 06 | Um sonho em Rapa-nui       |
| 07 | Deus                       |
| 08 | Pela vida e à arte         |
| 09 | No Stress                  |
| 10 | Ela gostava só de reggae   |
| 11 | Pose                       |
| 12 | Agora é hora               |
| 13 | Tudo Azul                  |
| 14 | Eu Quero Paz Nesse Planeta |

## Prêmios e Indicações
| Ano  | Prêmio                                | Categoria                    | Resultado | Ref   |
| ---- | ------------------------------------- | ---------------------------- | --------- | ----- |
| 2002 | Prêmio Multishow de Música Brasileira | Grupo/Banda Revelação do Ano | Indicado  | [ 8 ] |